# Petrified Forest Nemzeti Park
A Petrified Forest Nemzeti Park (megkövült erdő nemzeti park) az amerikai Arizona állam északkeleti részén helyezkedik el az Interstate 40 autópálya mellett  Holbrook és Navajo között. 
Itt található a világ legnagyobb mennyiségű és legszínesebb megkövesedettt faállománya, főként az Araucarioxylon arizonicum faj tagjai. 
A park két nagy területét egy észak-déli irányú átjáró köti össze. Az északi részlegben színes felső triász kori fák találhatóak (Painted-sivatag). A déli részlegben színes talaj és sok megkövült fa van. A területen egy ősi amerikai indián fafaragó-lelőhely is található.
A nemzeti park 2008 óta a világörökség javaslati listáján szerepel.

## Története
1906-ban nyilvánították nemzeti emlékművé.

## Éghajlat
A vidék szélsőséges klímájú és néha viharos az időjárás. Az évi 250 mm csapadék fele júliusban, augusztusban és szeptemberben érkezik, heves zivatarok formájában.

## Domborzata, és természet földrajza
A fosszilizáció lassú folyamata nagy fákat változtatott tömör kővé. Ezek a fák 225 millió éve (triász) egy ősi erdő részét képezték, amely óriási halevő kétéltűek, nagy hüllők és korai dinoszauruszok otthona volt. Miután kidőltek, a fák egy ártéri síkságon halmozódtak föl itt, Északkelet-Arizonában, majd iszap és vulkáni hamu temette be őket. A fák közül sok elkorhadt, de amelyek megmaradtak, a ma látható gyönyörű fosszilizálódott rönkökké alakultak. A vulkáni hamukból kioldódott  kovasav lassan föltöltötte vagy fölváltotta a sejtfalakat, kvarcásvánnyá kristályosítva a fákat. A folyamat gyakran olyan aprólékos volt, hogy megőrizte a rönkfelszín minden részletét, sőt néha még a belső sejtfelépítést is. A megkövülési folyamat során vasban gazdag ásványok keveredtek a kvarccal, így jött létre a fák ragyogó sokszínűsége. 

## Turizmus
A park ablak a múltra. A fák mellett csodás dinoszauruszgyűjtemény őrződött meg a triászból, amikor épphogy csak elkezdődött a "dinoszauruszok kora". 
A látogatók a Rainbow Forest (Esőerdő) múzeumban láthatják ezeket az ősmaradványokat, az óriás hüllők és óriás kétéltűek társaságában, amelyek valaha ezt a helyet tekintették otthonuknak. A Petrified Forest sok remek példát sorakoztat fel a sziklaművészetre is, a rajzokat a korai emberek vésték a kövek, kanyonfalak és sziklamenedékek felületére. 
A képek sokfélesége meghökkentő, emberi alakok, láb- és kézlenyomatok, pumák. madarak, gyíkok, kígyók, denevérek, prérifarkasok, medvemancsok, madárnyomok, hasított paták és számos mértani alak. Ezek a rajzok jelentős eseményekről emlékezhetnek meg, törzsi határokat jelölhetnek, természeti események - mint a nyári napforduló - dokumentálnak, néhányuk pedig puszta firka lehet. 

## Képgaléria

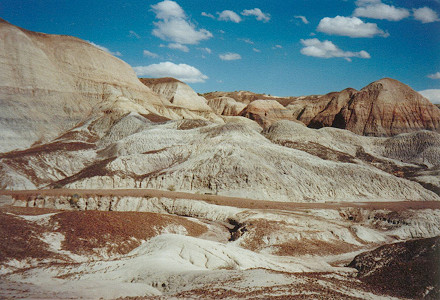
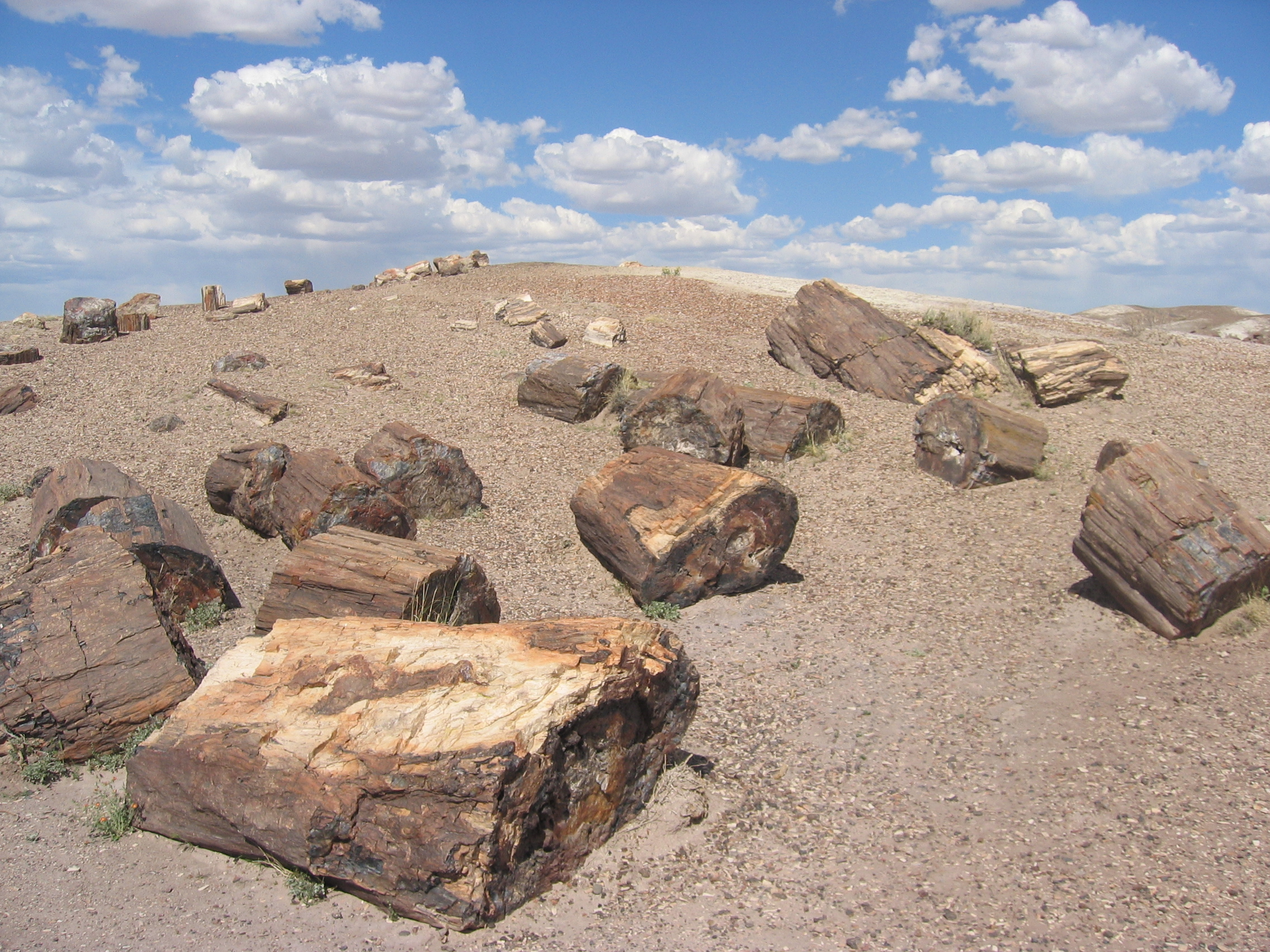
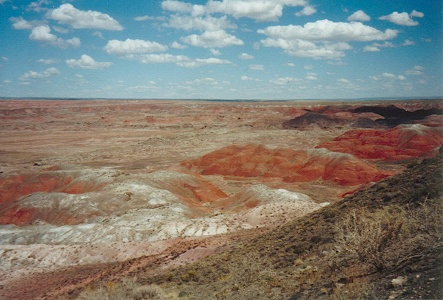
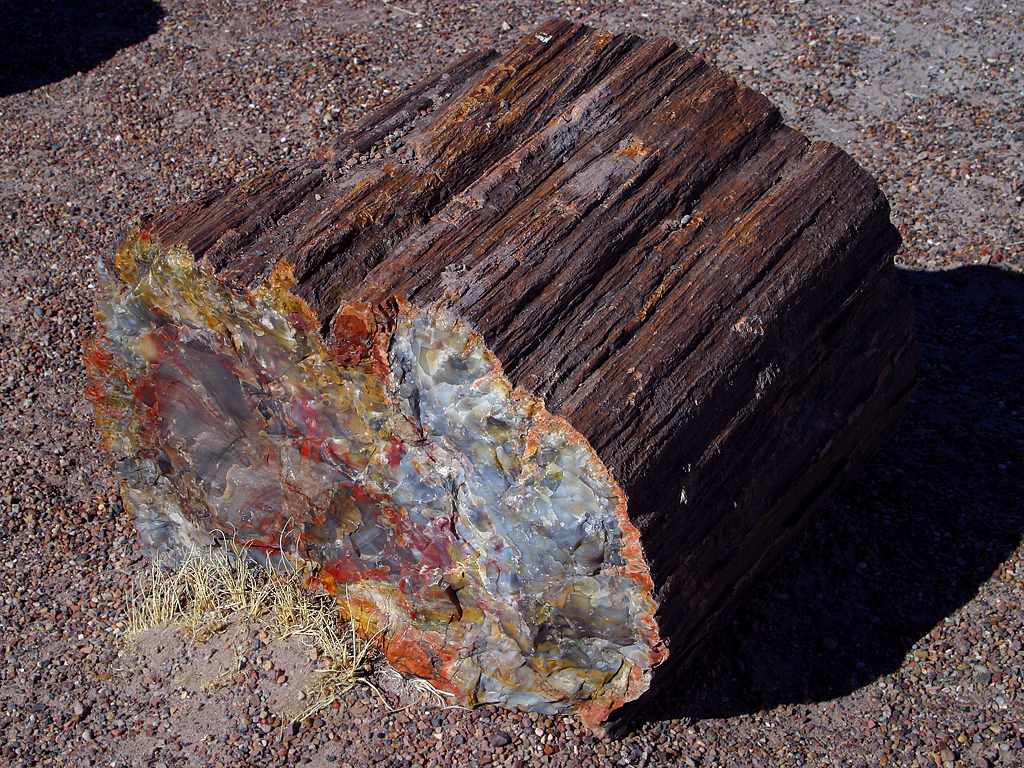